# فلادو تشبانوفيتش
فلادو تشبانوفيتش مواليد 13 نوفمبر 1975 في جمهورية يوغوسلافيا الاشتراكية الاتحادية، هو لاعب كرة سلة مونتينيغري معتزل. بدأ مسيرته الاحترافية في سنة 1993. مثّل منتخب بلاده. شارك في دورة الألعاب الأولمبية الصيفية سنة 2000. حقق المركز الأول في بطولة أمم أوروبا لكرة السلة 2001. اعتزل اللعب في 2011.

## المسيرة الاحترافية
لعب مع بودوشنوست من سنة 1993 إلى 2000، ثم لعب مع أنادولو إفيس في موسم 2000–2001، ثم لعب مع بارتيزان في موسم 2001–2002، ثم لعب مع فورتيتودو بولونيا في الدوري الإيطالي في موسم 2002–2003، ثم لعب مع بارتيزان في سنة 2004، ثم لعب مع باناثينايكوس من سنة 2004 إلى 2006، ثم لعب مع غرناطة من سنة 2007 إلى 2009، ثم لعب مع سي بي مورسيا في الدوري الإسباني في موسم 2009–2010.

## سجل المنافسة
شارك في المنافسات التالية:
- بطولة أمم أوروبا لكرة السلة 1999
- بطولة أمم أوروبا لكرة السلة 2001
- الألعاب الأولمبية الصيفية 2000
- الألعاب الأولمبية الصيفية 2004

## الميداليات
| الميدالية | المسابقة                         |
| --------- | -------------------------------- |
| ذهبية     | بطولة أمم أوروبا لكرة السلة 2001 |
| برونزية   | بطولة أمم أوروبا لكرة السلة 1999 |
| ذهبية     | بطولة كأس العالم لكرة السلة 1998 |
| برونزية   | ألعاب البحر الأبيض المتوسط 1997  |

## روابط خارجية
- فلادو تشبانوفيتش على موقع الاتحاد الدولي لكرة السلة (الإنجليزية)
- فلادو تشبانوفيتش على موقع الدوري الأوروبي لكرة السلة (الإنجليزية)
- فلادو تشبانوفيتش على موقع الدوري الإسباني لكرة السلة (الإسبانية)
- فلادو تشبانوفيتش على موقع كرة السلة الأوروبية.كوم (الإنجليزية)
- فلادو تشبانوفيتش على موقع ريلجم (الإنجليزية)
- فلادو تشبانوفيتش على موقع بروبوليرز (الإنجليزية)
- فلادو تشبانوفيتش على موقع سبورتس رفرنس (الإنجليزية)
- فلادو تشبانوفيتش على موقع أوليمبيديا (الإنجليزية)